# Approssimante alveolare
L'approssimante alveolare è una consonante, rappresentata con il simbolo [ɹ] nell'alfabeto fonetico internazionale (IPA).
Nella lingua italiana tale fono non è presente.

## Caratteristiche
La consonante approssimante alveolare sonora presenta le seguenti caratteristiche:
- il suo modo di articolazione è approssimante, perché questo fono si trova al confine tra un'articolazione consonantica e una vocalica;
- il suo luogo di articolazione è alveolare, perché nel pronunciare tale suono la punta della lingua si accosta agli alveoli dei denti incisivi superiori;
- è una consonante sonora, in quanto questo suono è prodotto con la vibrazione delle corde vocali.

## Altre lingue

### Inglese
In lingua inglese tale fono è reso con la grafia ⟨r⟩:
- run "correre" [ɹʌn]

### Olandese
In lingua olandese tale fono è un allofono del fonema vibrante /r/, ma è sempre più usato al suo posto.

### Svedese
In lingua svedese tale fono è un allofono del fonema vibrante /r/, specie nei dialetti della capitale Stoccolma.

### Albanese
In lingua albanese tale fono è un fonema, reso con la grafia ⟨r⟩ (in opposizione alla vibrante che è scritta ⟨rr⟩).

### Armeno
In lingua armena classica e orientale tale fono è un fonema, reso con la grafia ⟨ր⟩ nell'alfabeto armeno.

### Georgiano
In lingua georgiana tale fono è un allofono del fonema /r/.

### Yoruba
In lingua yoruba tale fono allofono del fonema /r/.

### Malayalam
Tale fono è presente in lingua malayalam.

### Caipira
Nel dialetto caipira della lingua portoghese brasiliana tale fono corrisponde alla monovibrante /ɾ/ della lingua standard e sostituisce anche la labiovelare [w] (allofono di /l/) quando questa si trova in fine di sillaba.

### Ligure
Nel ligure del Ponente tale fono è molto presente e viene spesso indicato con il grafema ȓ.

### Veneto
Il fono è tipico del dialetto veneziano della lingua veneta come allofono del fonema /r/, diffuso soprattutto nella sua variante diastratica più popolare.